# Drosophila luteola
Drosophila luteola är en tvåvingeart som beskrevs av Elmo Hardy 1965. Drosophila luteola ingår i släktet Drosophila och familjen daggflugor.
Artens utbredningsområde är Hawaii.